# 中国时报 (天津)
《中国时报》（Chinese Times），于1886年－1891年间出版，为在中国天津发行的第一份外文报纸。
《中国时报》是清末民初在中国比较有影响的一家报纸。1886年11月6日，由天津海关总税务司英籍德国人德璀琳与英商怡和洋行总理笳臣（Alexander Michie）集资，创办于天津英租界。分中英文两版。英文版每周出版三栏12页，议载中国的新闻、上谕。中文版的内容分为“谕旨”（皇帝的命令）、“抄报”、“论说”、“京津新闻”、“外省新闻”、“外国新闻”等栏目。英国传教士李提摩太曾担任过主笔。1891年停刊。